# Marcel Lemoine
Pour les articles homonymes, voir Lemoine.
Marcel Lemoine, né le 23 décembre 1918 à Châteauroux et mort le 29 janvier 1998 dans la même ville, est un homme politique français.
Membre du Parti communiste français, il est député de la 1re et de la 2e circonscription de l'Indre, conseiller général du canton de Châteauroux-Est et maire de Déols.

## Biographie
D'abord employé de bureau, comptable de formation, il adhère à 17 ans au PCF, est secrétaire des Jeunesses communistes de Châteauroux en 1937, à 19 ans, puis membre du Comité départemental de l'Indre en 1938 et 1939, secrétaire de la Section communiste de Châteauroux en 1939. Après le pacte germano-soviétique, son action doit devenir clandestine. Il rédige, imprime et distribue des tracts et des journaux, dont L'Émancipateur de l'Indre à Déols et à Châteauroux.
Arrêté le 17 janvier 1941 à Châteauroux pour propagande communiste, en même temps que Robert Marchadier, il est emprisonné à Clermont-Ferrand et, comme il est pris pour un important dirigeant, condamné à mort par la Cour spéciale du Tribunal militaire de Clermont-Ferrand le 11 septembre 1941, ainsi que Marchadier. Ces condamnations à mort, les premières prononcées dans la zone dite libre, sont considérées comme excessives, entraînent beaucoup de protestations. Leur avocat plaide la grâce devant le maréchal Pétain en personne, lequel par décret commue la peine en travaux forcés à perpétuité. Marcel Lemoine est détenu à la prison de Saint-Étienne, s'en évade le 26 septembre 1943 et est repris par la Gestapo à Nîmes en mai 1944. Il est transféré au camp de Compiègne et déporté à Buchenwald. Ayant survécu, libéré le 11 avril 1945 par l'armée américaine, il rentre à Châteauroux et reprend sa vie militante.
Il est adjoint au maire de Châteauroux de 1945 à 1947 et conseiller municipal jusqu'en 1959. De 1947 à 1967, il est secrétaire de la Fédération départementale du Parti communiste. Élu maire de Déols en 1959, il le demeure jusqu'en 1977, date à laquelle il se présente aux municipales à Châteauroux où il sera battu par le maire sortant centriste Daniel Bernardet au second tour. Il redevient maire de Déols de 1983 à 1989, la municipalité passant alors à la droite. Il est conseiller général du canton de Châteauroux-Est de 1967 à 1985.
Marcel Lemoine est élu député le 12 mars 1967. Il est battu en 1968 mais de nouveau élu le 11 mars 1973. Il n'est pas réélu en 1978. Il décède à 79 ans.
L'avenue de Châteauroux à Déols, un centre d'affaires à Châteauroux ainsi que le centre sportif de Déols portent le nom de Marcel Lemoine.

## Sources
- Georges Pirot, Mémoires d'un petit paysan berrichon du Boischaut Sud de l'Indre, préface de Marcel Lemoine, 205 p., Société d'Éditions Nouvelles de l'Indre, Châteauroux, 1981
- Georgette Guéguen Dreyfus, Résistance Indre et Vallée du Cher, préface de Roland Despains et M. Rousselet, Éditions sociales, Paris, 2 tomes, 1970 et 1972
- Rolland Hénault, Marcel Lemoine ou la guillotine à 20 ans, une rencontre et le récit d'un parcours de vie peu ordinaire d'un jeune castelroussin, 220 p., Association Histoire, devoir de mémore, Déols, 1996